# Текнеджян, Ованес Хачикович
Ованес Хачикович Текнеджян (23 мая 1918, село Атара-Армянская, Сухумский округ, Кутаисская губерния, Грузинская демократическая республика — 5 ноября 1993, Сочи, Краснодарский край) — звеньевой колхоза имени Куйбышева Гагрского района Абхазской АССР, Грузинская ССР. Герой Социалистического Труда (1949).

## Биография
Родился в 1918 году в крестьянской семье в селе Атара-Армянская Сухумского округа Кутаисской губернии.
С декабря 1941 года участвовал в Великой Отечественной войне в составе 131-й стрелковой дивизии. После демобилизации возвратился на родину. Трудился рядовым колхозником на табачной плантации колхоза имени Куйбышева Гагрского района. С конца 1940-х годов — звеньевой табаководческого звена.
В 1948 году звено Ованеса Текнеджяна собрало в среднем с каждого гектара по 20 центнеров листьев табака сорта «Самсун № 27» на участке площадью 2,5 гектара и сорта «Трапезонд» — в среднем по 28,3 центнера с каждого гектара на участке площадью 1 гектар. Указом Президиума Верховного Совета СССР от 5 августа 1949 года «за получение высоких урожаев кукурузы и табака в 1948 году» удостоен звания Героя Социалистического Труда с вручением ордена Ленина и золотой медали «Серп и Молот».
В этом же колхозе также трудились табаководы Андрей Васильевич Кирьяк, звеньевые Грач Капрелович Нубарян и Хорен Григорьевич Хачатурян, которые были удостоены звания Героя Социалистического Труда в мае 1949 года.
Позднее проживал в Сочи, где трудился на местном хлебозаводе.
Скончался в ноябре 1993 года. Похоронен на Центральном Успенском кладбище в Сочи.
Награды
- Герой Социалистического Труда
- Орден Ленина
- Орден Отечественной войны 1 степени (11.03.1985)
- Медаль «За отвагу» (06.08.1946)